# Alberico Simonetta
Alberico Simonetta (* 22. August 1694 in Mailand; † 11. März 1739 ebenda) war ein italienischer apostolischer Protonotarius und Bischof von Como.

## Biografie
Alberico war ein Mailänder Patrizier. Er schloss am 6. September 1719 sein Studium der Rechtswissenschaften an der Universität Pavia mit der Promotion ab. Am 27. März 1723 wurde er zum Priester geweiht. Er war Ordinarius der Mailänder Kirche und später Dekan. Im Dienst des Erzbischofs von Mailand war er „judex causarum piarum, visitator regionarius“ und Kanzler der erzbischöflichen Kurie. Anfang Mai 1739 teilte er dem Domkapitular des Konzils von Como mit, dass er von Papst Clemens XII. zum Bischof der Diözese ernannt worden war. Die Ernennungsbulle wurde am 19. Juni 1739 erteilt.
Am 25. Juli 1739 wurde er in Rom von Kardinal Giuseppe Spinelli zum Bischof geweiht und erhielt am nächsten Tag vom Papst den Titel eines „episcopus solio Pontificis assistens“. Am 20. November 1735 übernahm er die Verwaltung durch Erzdiakon Antonio Volta und trat sein Amt am 21. November an. Im Jahr 1736 begann er mit der Generalvisitation der Diözese, doch im Oktober 1737 hinderte ihn ein Schlaganfall daran, sie fortzusetzen. Bevor der Papst seinen Rücktritt akzeptierte, starb er in Mailand.